# Nová Ves (Děkov)
Nová Ves je malá vesnice, část obce Děkov v okrese Rakovník ve Středočeském kraji. Nachází se jeden kilometr východně od Děkova. V roce 2011 zde trvale žilo 52 obyvatel.

## Historie
První písemná zmínka o vesnici pochází z roku 1779.

## Obyvatelstvo
Při sčítání lidu v roce 1921 zde žilo 125 obyvatel (z toho 58 mužů), z nichž byli tři Čechoslováci a 122 Němců. Kromě sedmnácti evangelíků byli římskými katolíky. Podle sčítání lidu z roku 1930 měla vesnice 125 obyvatel: pět Čechoslováků a 120 Němců. Počet evangelíků klesl na šest a ostatní se hlásili k římskokatolické církvi.
| Rok            | 1869 | 1880 | 1890 | 1900 | 1910 | 1921 | 1930 | 1950 | 1961 | 1970 | 1980 | 1991 | 2001 | 2011 | 2021 |
| -------------- | ---- | ---- | ---- | ---- | ---- | ---- | ---- | ---- | ---- | ---- | ---- | ---- | ---- | ---- | ---- |
| Počet obyvatel | 162  | 145  | 150  | 133  | 151  | 125  | 125  | 62   | 56   | 72   | 54   | 44   | 54   | 52   | 42   |
| Počet domů     | 25   | 25   | 25   | 27   | 28   | 28   | 29   | 29   | 29   | 18   | 16   | 21   | 22   | 23   | 25   |

## Obecní správa
Při sčítání lidu v letech 1850–1979 Nová Ves byla osadou obce Děkov, se kterým patřila nejprve do okresu Podbořany, ale od roku 1960 v okrese Rakovník. Od 1. ledna 1980 do 23. listopadu 1990 byla částí obce Hořovičky v okrese Rakovník. Od 24. listopadu 1990 je opět částí obce Děkov v okrese Rakovník.

## Další fotografie

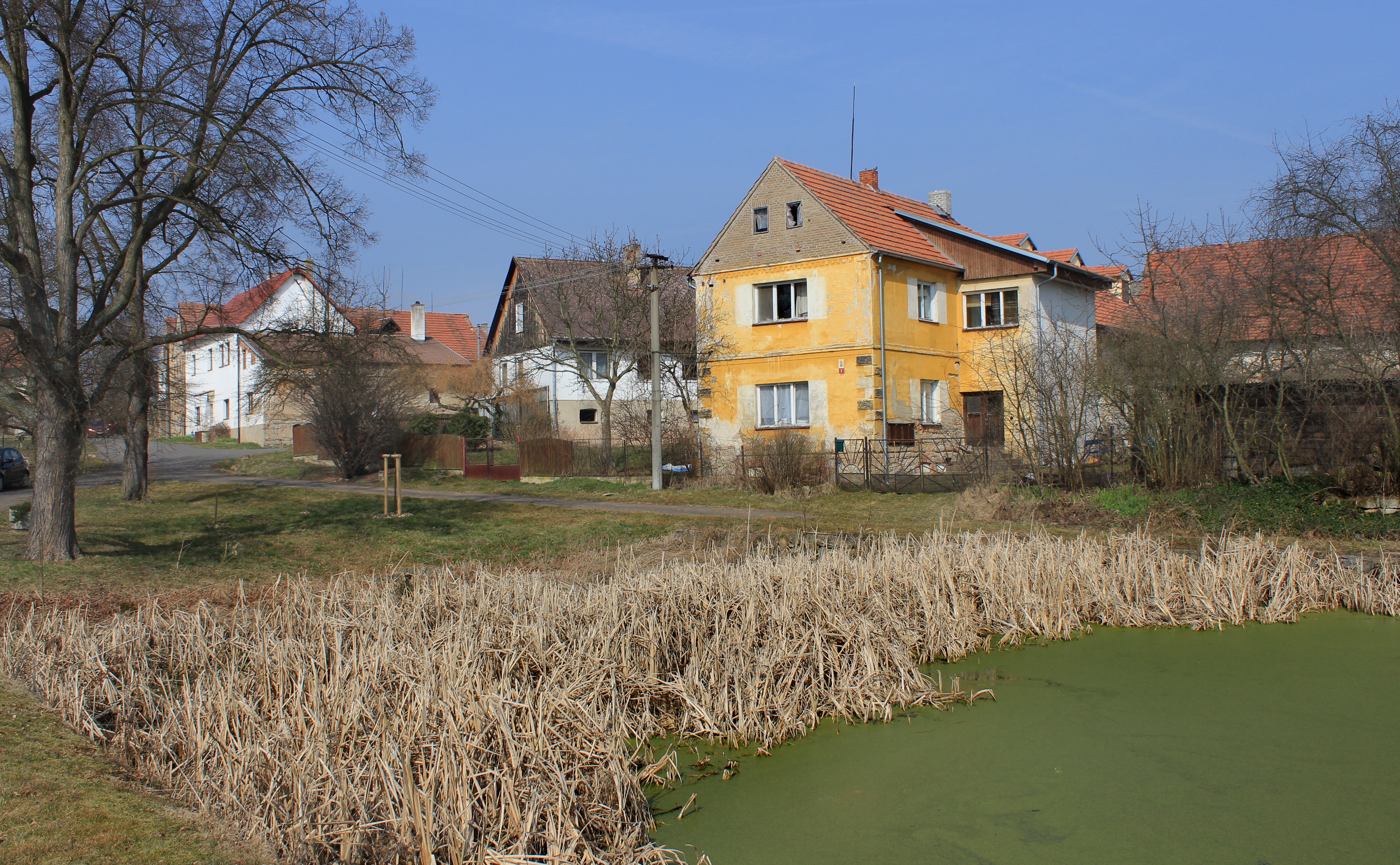
Domky u rybníka
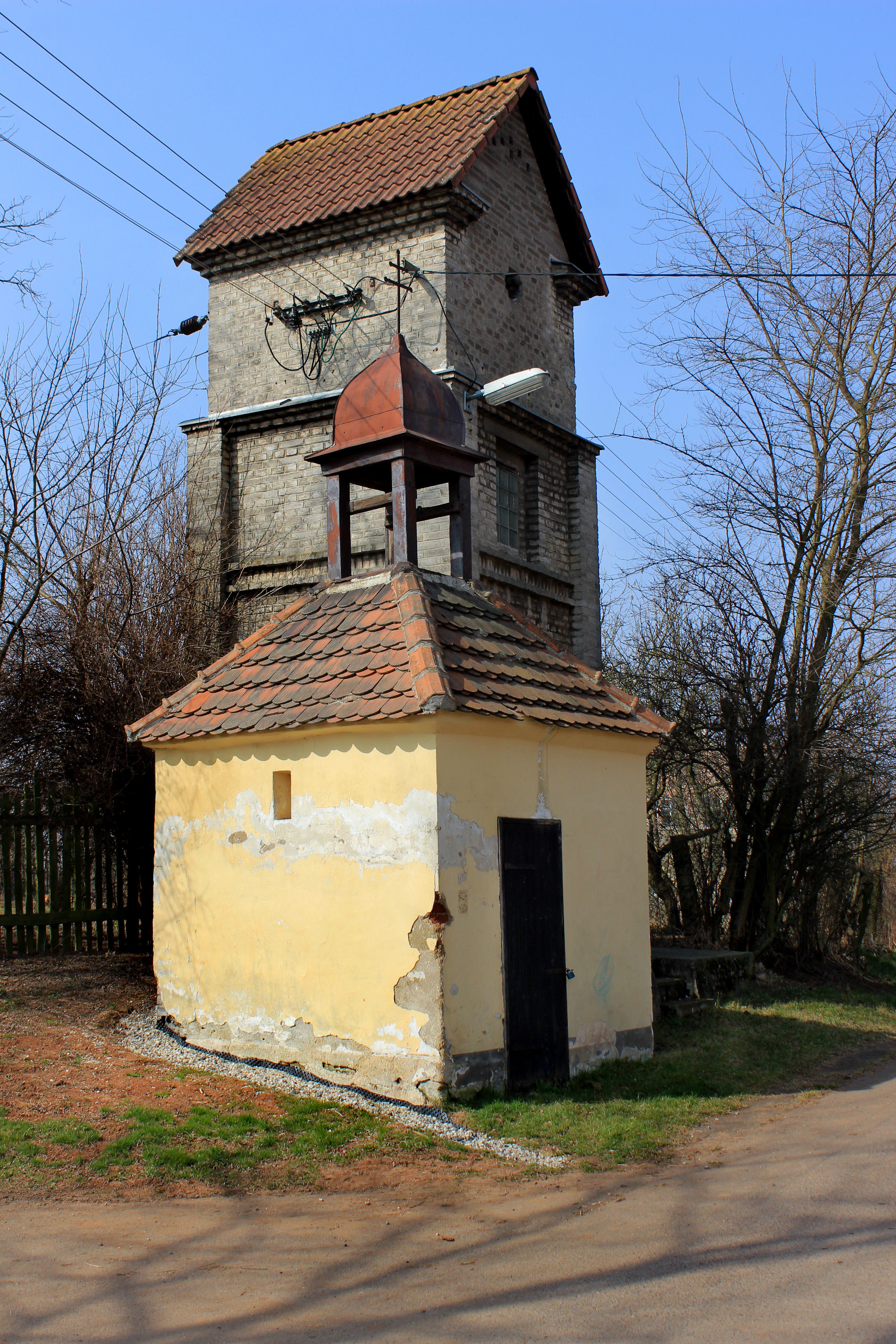
Kaplička u transformátoru
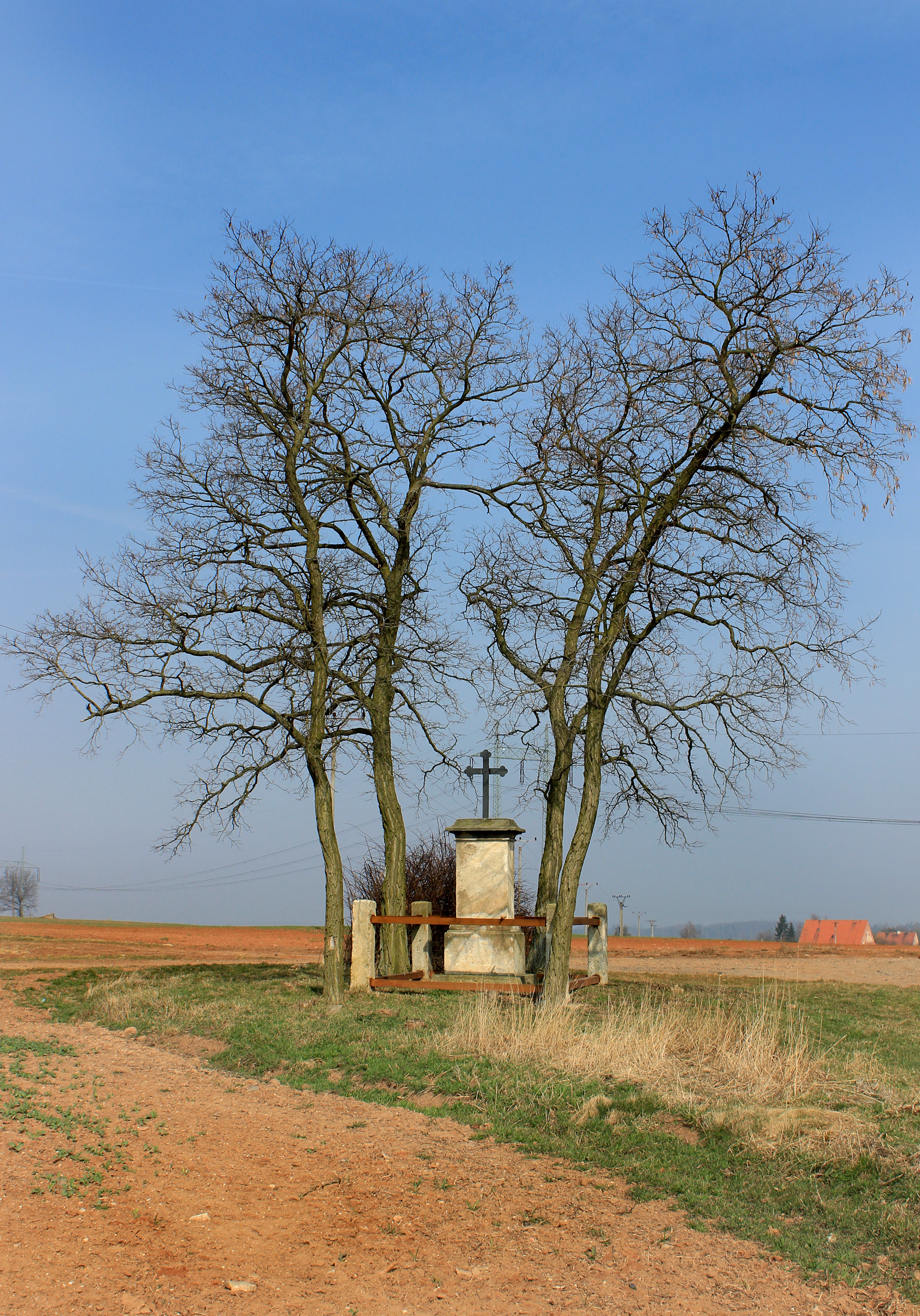
Křížek nad vsí